# تيري دونوفان
تيري دونوفان (بالإنجليزية: Terry Donovan)‏ (27 فبراير 1958 بليفربول في المملكة المتحدة - ) هو لاعب كرة قدم أيرلندي في مركز الهجوم. شارك مع منتخب جمهورية أيرلندا لكرة القدم. أما مع النوادي، فقد لعب مع أستون فيلا وغريمسبي تاون ونادي بيرنلي ونادي روذرهام يونايتد وبورتلاند تيمبرز.